# Николсон, Лотиан
Лотиан Николсон (англ. Lothian Nicholson; 19 января 1827 года — 27 июня 1893 года) — генерал Британской армии, губернатор Гибралтара.

## Биография
Третий ребёнок в семье Джорджа Томаса Николсона и Энн Элизабет Николсон, дочери члена парламента от Норвича Уильяма Смита.
По окончании школы Мэллисона в Хоуве поступил в Королевскую военную академию в Вулидже. В 1846 году Николсон получил офицерское звание и поступил на службу в Королевский инженерный корпус. В 1855 году направлен на Крымскую войну, где участвовал в осаде Севастополя. В 1857 переброшен в Калькутту на подавление Восстания сипаев. Участвовал во взятии Лакхнау.
В 1861 году возглавил Королевских инженеров в Лондонском округе, а затем с 1868 года — в Гибралтаре. В том же году получил должность помощника генерал-адъютанта Королевских инженеров в Ирландии.
В 1878 году назначен лейтенант-губернатором Нью-Джерси, в 1886 — инспектором-генералом укреплений. Звание генерала присвоено в 1888. В 1891 году стал губернатором Гибралтара, находясь в этой должности скончался в 1893 году от лихорадки. Похоронен там же на гарнизонном кладбище.